# Hrabstwo Putnam (Illinois)
Hrabstwo Putnam – hrabstwo w USA, w stanie Illinois, według spisu z 2000 roku liczba ludności wynosiła 6 086. Siedzibą hrabstwa jest Hennepin.

## Geografia
Według spisu hrabstwo zajmuje powierzchnię 446 km², z czego 414 km² stanowią lądy, a 15 km² (7,23%) stanowią wody.

### Wioski
- Granville
- Hennepin
- Magnolia
- Mark
- McNabb
- Standard

### Sąsiednie hrabstwa
- Hrabstwo Bureau-północ
- Hrabstwo La Salle-wschód
- Hrabstwo Marshall-południe

## Historia
Hrabstwo powstało z części Hrabstwa Fulton w 1825. Zostało nazwane na cześć Israela Putnama, generała amerykańskiej armii.

## Demografia
Według spisu z 2000 roku hrabstwo zamieszkuje 6086 osób, które tworzą 2415 gospodarstw domowych oraz 1748 rodzin. Gęstość zaludnienia wynosi 15 osób/km². Na terenie hrabstwa jest 2888 budynków mieszkalnych o częstości występowania wynoszącej 7 budynków/km². Hrabstwo zamieszkuje 97,62% ludności białej, 0,62% ludności czarnej, 0,35% rdzennych mieszkańców Ameryki, 0,26% Azjatów, 0,00% mieszkańców Pacyfiku, 0,62% ludności innej rasy oraz 0,53% ludności wywodzącej się z dwóch lub więcej ras, 2,81% ludności to Hiszpanie, Latynosi lub inni.
W hrabstwie znajduje się 2415 gospodarstw domowych, w których 30,50% stanowią dzieci poniżej 18 roku życia mieszkający z rodzicami, 62,10% małżeństwa mieszkające wspólnie, 7,00% stanowią samotne matki oraz 27,60% to osoby nie posiadające rodziny. 24,60% wszystkich gospodarstw domowych składa się z jednej osoby oraz 12,30% żyje samotnie i ma powyżej 65 roku życia. Średnia wielkość gospodarstwa domowego wynosi 2,52 osoby, a rodziny wynosi 2,99 osoby.
Przedział wiekowy populacji hrabstwa kształtuje się następująco: 25,10% osób poniżej 18 roku życia, 8,30% pomiędzy 18 a 24 rokiem życia, 7,00% pomiędzy 25 a 44 rokiem życia, 25,30% pomiędzy 45 a 64 rokiem życia oraz 15,90% osób powyżej 65 roku życia. Średni wiek populacji wynosi 40 lat. Na każde 100 kobiet przypada 97,70 mężczyzn. Na każde 100 kobiet powyżej 18 roku życia przypada 96,20 mężczyzn.
Średni dochód dla gospodarstwa domowego wynosi 45 492 USD, a średni dochód dla rodziny wynosi 50 708 dolarów. Mężczyźni osiągają średni dochód w wysokości 40 938 dolarów, a kobiety 21 906 dolarów. Średni dochód na osobę w hrabstwie wynosi 19 792 dolarów. Około 4,20% rodzin oraz 5,50% ludności żyje poniżej minimum socjalnego, z tego 8,80% poniżej 18 roku życia oraz 3,10% powyżej 65 roku życia.